# SR 1 (Hörfunksender)
SR 1 ist das erste Hörfunkprogramm des Saarländischen Rundfunks (SR).

## Geschichte

Logo von 2017 bis 2024

Logo von SR 1 Europawelle

Am 2. Januar 1964 ging die „Europawelle Saar“ auf Sendung. Der Gründungsintendant des Saarländischen Rundfunks, Franz Mai, begründete die Entscheidung für den Aufbau dieser damals neuartigen Servicewelle so: „Wir glauben, mit diesem neuen Programm einen wesentlichen Schritt zur Erneuerung des Hörfunks zu tun … und durch eine wohl abgewogene Verknüpfung von Unterhaltung und Kultur-Information wertvolle Bildungsgüter an die Massen der Menschen herantragen zu können.“:S. 89 Ausführliche Berichte und Kommentare verbreiteten die Zeitfunkmitarbeiter in speziell dafür geschaffenen Magazinsendungen, die Vorbild für nahezu alle anderen ARD-Hörfunkanstalten wurden, die in den 1960er (WDR), 1970er und 1980er Jahren ihre Programme entsprechend umgestalteten. Die erste Magazinsendung der Europawelle Saar hieß Zwischen heute und morgen. Von Axel Buchholz moderiert, enthielt sie zahlreiche Live-Interviews mit Politikern und anderen Persönlichkeiten über Telefon. Ein Vorläufer war die bereits 1963 ins Programm genommene Sendung 90 bunte Funkminuten, die Unterhaltungsmusik mit Beiträgen für die Hausfrau mischte und so eine Lücke im Tagesprogramm schloss, in der bis dahin aus finanziellen Gründen Sendepause war. Ein Novum in der bundesdeutschen Radiolandschaft der 1960er Jahre waren der vergleichsweise dominante Anteil leichter Musik (Schlager, internationaler Pop) und eine fließende Einbindung nicht nur von Wortbeiträgen, sondern auch von Produktwerbung in den Sendeverlauf (und nicht gebündelt zu bestimmten Zeiten, etwa nur vor den Nachrichten). An Umsetzung und jugendlicher Prägung des Konzeptes wirkten Moderatoren wie Manfred Sexauer und Dieter Thomas Heck mit, die mit ihrer den Hörern freundlich zugewandten Präsentation große Popularität erwarben. Heck kam von Radio Luxemburg, dessen Beliebtheit die Saarländer zu einem ähnlich gearteten, jedoch mit höherem Informationsanteil versehenen Rundfunkprogramm inspirierte. Die kommerzielle Neuorientierung des Saarländischen Rundfunks, die unter den ARD-Verantwortlichen zunächst auf Kritik stieß, sah Intendant Mai vor allem als Notwendigkeit, um den Finanzierungsbedarf seines Senders, der als Rundfunkanstalt eines kleinen Bundeslandes einen entsprechend bescheidenen Anteil an der Gebührenfinanzierung des ARD-Funks hatte, und damit den Bildungs- und Informationsauftrag des SR für das Saarland langfristig abzusichern. Diesem Beispiel folgten ab 1970 weitere ARD-Sender.
Über den reichweitestarken Mittelwellensender in Heusweiler, dessen Frequenz dicht neben der des ebenso starken Luxemburger Mittelwellensenders lag, fand das Programm viele Hörer außerhalb des Saarlands (bis in die damalige DDR), was die Werbeeinnahmen steigerte.:S. 89–105; 188–191; 278 1972 wurde die Mittelwellen-Sendeleistung von 300 auf 600 kW erhöht, ab 1973 tagsüber sogar auf 1200 kW; nur nachts schaltete man auf 600 kW zurück. Ab 1976 trug das Programm den Namen „SR 1 Europawelle Saar“, später wurde „Saar“ entfernt. Nach Erschließung neuer Vertriebswege wie Kabel- und Satellitenrundfunk entfällt die Aussendung über Mittelwelle seit 1994.

## Gegenwart
SR 1 gehört zu den ARD-Popwellen. Kernzielgruppe sind die 30- bis 49-jährigen Rundfunkhörer. Die Zusammenstellung des Musikprogramms orientiert sich tags am Adult-Contemporary-Format. In seiner Eigenschaft als Begleitprogramm und Servicewelle ist SR 1 gekennzeichnet durch halbstündliche Nachrichten, Wetter- und Verkehrsmeldungen sowie kurze Wortelemente im fließenden Programm. Speziellere Wortangebote das Informationsmagazin „SR info Update“ (montags bis freitags 17–18 Uhr). Darüber hinaus enthält das Sonntagmorgenprogramm ein Angebot für Familien und Kinder in der Sendung „Domino“ (6–10 Uhr), zum Teil in französischer Sprache. Die „Domino“-Kindernachrichten wurden im Jahr 2014 als „beste Nachrichtensendung“ mit dem Deutschen Radiopreises ausgezeichnet. Nach der regelmäßigen Media-Analyse ist SR 1 Europawelle mit einer beständigen Tagesreichweite von mehr als 20 % im Saarland (montags bis freitags) eine der beliebtesten ARD-Popwellen im jeweiligen Sendegebiet. Zu den vielgehörten Sendungen zählt die SR 1 Morningshow, montags bis freitags von 5 bis 9 Uhr. Seit 2017 firmiert der Sender nur noch unter dem Namen SR 1.
Seit dem 2. Januar 2025 wird von Montag bis Freitag ab 21 Uhr, Samstag, Sonn- und Feiertag ab 19 Uhr im Rahmen eines Gemeinschaftsprogramms SR 1 POP – Die Abendshow! von SWR3 übernommen.
Seit 2011 wird auch die tägliche ARD-Popnacht von SWR3 übernommen. Diese ist von Montag bis Freitag von 0–5 Uhr und Samstag, Sonn- und Feiertag von 0–6 Uhr zu hören.

## Veranstaltungen
SR 1 präsentiert Musikveranstaltungen im Saarland (etwa in der Garage in Saarbrücken) und dem benachbarten Großherzogtum Luxemburg (in der Rockhal in Esch-sur-Alzette und Den Atelier in der Stadt Luxemburg). SR 1 ist auch als Konzertveranstalter tätig: In der Reihe „SR 1 Unplugged“ treten deutsche und internationale Künstler auf.

## Verbreitung
SR 1 ist im Saarland und den angrenzenden Landstrichen Rheinland-Pfalz', Frankreichs und Luxemburgs auf UKW empfangbar; seine stärkste Frequenz liegt bei 88,0 MHz auf dem Sender Göttelborner Höhe. Darüber hinaus ist SR 1 saarlandweit über Kabel (94,05 MHz), Digitalradio (DAB-Block 9A), das Astra-Satellitensystem (Transponder 93) und als Webradio zu empfangen.

## Moderatoren

### Aktuelle
Als Moderatoren werden derzeit beschäftigt:
- Nina Heck
- Jessica Werner
- Anja Kettler
- Peter Liebertz
- Kerstin Mark
- Joachim Meyer
- Thomas Rosch
- Verena Sierra
- Daniel Simarro
- Isabelle Tentrup
- Boris Theobald
- Naina Singh
- Frank Schnottale
- Jonas Degen
- Jessica Ziegler
- Frank Falkenauer
- Maren Dinkela
- Marc-André Kruppa

### Ehemalige Moderatoren und ihre Sendungen
- Christa Adomeit († 2017) (Schauspielerin, Fernsehansagerin): 90 bunte Funkminuten (läuft noch heute auf SR 3 Saarlandwelle)
- Jürgen Albers: Fragen an den Autor
- Martin Arnhold: Froh in den Tag hinein, Der Radiowecker, Auftakt
- Christian Balser: Balser & Mark. Dein Morgen.
- Axel Buchholz: Zwischen heute und morgen, Junge Leute – heute, Abendmagazin, Journal am Morgen
- Brita-Maria Carell (ehemalige Opernsängerin): Musikboutique, Schön ist die Welt, Frei haus, Wunschsendungen und weitere Musiksendungen im Tages- und Abendprogramm
- Maik Caspers
- Ilona Christen († 2009): Spielbox, Bundfunk, Halbzeit
- Wilken F. Dincklage († 1994): Pop Corner, Drugstore 1421
- Elena Diekmann
- Wolfgang Dorn: Mit Musik unterwegs
- Colette Dryja: Dryja & Rosch retten den Morgen, Saarlands Radio-Show am Morgen
- Bernd Duszynski († 1999): Glücksrad, Hit mal mit, Drugstore 1421
- Heinz Dützmann († 1977): Der bunte Teller
- Wilfried Eckel: Europarade, Video-Disco, Pop-Professor, Kraftpaket
- Jutta Eckler († 2005): Mit Musik unterwegs
- Dieter Exter († 2019)
- Matthias Fuchs († 2023)
- Klaus Greinke: 90 bunte Funkminuten
- Heike Greis (moderierte Kaffee oder Tee im SWR-Fernsehen)
- Wolfgang Gretscher: Froh in den Tag hinein
- Uwe Groke († 2015)
- Klaus Groth († 1980): 90 bunte Funkminuten
- Paul Güth: Mit Musik unterwegs
- Dieter Thomas Heck († 2018): Meine Platten, Die deutsche Schlagerparade (moderierte die ZDF-Hitparade, Mitinitiator des Fernsehpreises Goldene Europa; Anfang/Mitte der 1960er Jahre bei Radio Luxemburg unter dem Namen „Thomas“)
- Wolfgang Hellmann († 2001): Top 75, Kraftpaket, Wenn-schon-Radio-dann-diese-Show (später Musikchef von SR1 Europawelle Saar)
- Roland Helm
- Elke Herrmann († 2009): Junge Leute heute, Urlaub und Musik (auch Fernsehansagerin des SR; später Chefredakteurin des SR, Moderatorin der ARD-Tagesthemen)
- Jan Hofer: Hitparade, Kraftpaket (später Chefsprecher der Tagesschau)
- Frank Rainer Huck: Pop Corner, Musikkontraste, Musikredakteur Drugstore 1421, Morgenmusik
- Andrea Husak
- Christian Job (später auf SR 3)
- Heinrich Kalbfuß († 26. August 2017):[10] Fragen an den Autor (bis 1998)
- Volkmar Lodholz (später auf SR 2 Kulturradio)
- Peter Maronde († 1991): Bunte Funkminuten (später auf SR 3)
- Roland Müller († 198?)
- Torsten Pietkewicz
- Aline Pütz: Nacht-Club, deutsch-französisch-luxemburgischsprachige Abendsendung (frühe 1980er Jahre, ca. 1968–80 Sprecherin des luxemburgischsprachigen Programms Radio Letzebuerg von RTL)[11]
- Pierre Séguy († 2004): C’est ça qu’on chante en France, Chanson de Paris
- Eberhard Schilling (später auf SR 3)
- Tommi Schminke
- Manfred Sexauer († 2014): Hallo Twen, Disco Top Ten, Oldieshow, Showmix (moderierte Beat-Club und Musikladen von Radio Bremen im ARD-Fernsehen)
- Clay Sherman († 1982): Spätsendung
- Enno Spielhagen († 1974): Die Blaue Stunde, Gefragt – gespielt (vorher, 1958–1964, bei Radio Luxemburg unter dem Namen „Franz“)
- Hermann Stümpert († 2005): Drugstore 1421 (später ein „Pionier des Privatradios“ in Kiel)
- Hans Verres (später auf hr3)
- Gerdi († 1987) und Fritz († 1978) Weissenbach: Allerhand für Stadt und Land (Mundartsendung)
- Erich Werwie († 1998): Jazz-Prisma, Pop non stop, Drugstore 1421, Musik-Boutique, Gut gelaunt nach Mitternacht
- Joachim Weyand, mit Heike Greis: Sketche (als „Direktor Hummel“ und in „Salon Roger – die individuelle Welle“; SR 1 – Infozeit; moderiert später den Aktuellen Bericht)
- Alf Wolf († 2012) (vorher, Mitte der 1960er Jahre, bei Radio Luxemburg)

## Sender Heusweiler
Überregionale Popularität erlangte das Programm durch seine Verbreitung über Mittelwelle. Der Sender Heusweiler auf 1.421 kHz war in den 1970er Jahren der stärkste Rundfunksender der Bundesrepublik Deutschland. Die Leistung betrug tagsüber 1.200 kW. Diese wurde mit zwei gekoppelten 600-kW-Sendern erzeugt. Die hohe Sendeleistung – im Nachtbetrieb waren es 600 kW – und der fast ungestörte Kanal erlaubten den Empfang in weiten Teilen Mittel- und Westeuropas. Gemessen an den technischen Möglichkeiten der Mittelwelle war die Empfangsqualität – vor allem während der Nachtstunden – in ganz Deutschland gut. Nicht zuletzt dank dieser Reichweite war die Europawelle Saar bis in die 1980er ein erfolgreicher (öffentlich-rechtlicher) Wettbewerber von Radio Luxemburg, das seine Unterhaltungsprogramme in deutscher, niederländischer und englischer Sprache auf der benachbarten Frequenz 1439 (später 1440) kHz über einen ebenso leistungsstarken Sender verbreitete. Für Fans der Europawelle gab es Kofferradios mit „Goldener Europawellen-Taste“ (z. B. ITT-Schaub-Lorenz „Golf Europa“).
Ende der 1970er Jahre wechselte die Frequenz auf 1.422 kHz, Ende der 1980er Jahre wurde der Betrieb mit der hohen Tagesleistung aus Kostengründen und Bedeutungsschwund der Frequenz aufgegeben. Seither gab es nur noch den Einzelsenderbetrieb mit 600 kW Trägerleistung rund um die Uhr, in sogenannter passiver Reserve. Durch diverse Änderungen und Umbauten war eine Kopplung beider Einzelsender bereits nicht mehr möglich. Ab 1994 nutzte SR 1 die Mittelwelle nicht mehr, ein Teil der Anlage war seitdem an den Deutschlandfunk vermietet. Planmäßig zum Jahresende 2015 wurde der Sender am 31. Dezember gegen 23:57 Uhr endgültig außer Betrieb gesetzt. Schließlich wurden am 21. September 2018 die verbliebenen Sendemasten vor mehreren hundert Zuschauern in einer öffentlichkeitswirksamen Sprengung zu Fall gebracht. Der Saarländische Rundfunk übertrug das Ereignis live im Fernsehen.